# Говард Девото
Говард Девото (англ. Howard Devoto, Говард Трефорд при народженні, Howard Trafford) — англійський роковий автор-виконавець. Почав карє'ру як фронтмен панк-рокового гурту Buzzcocks, пізніше заснував один з перших пост-панкових гуртів Magazine. Після Magazine творив сам, потім заснував інді-гурт Luxuria.

## Життєпис
Ріс у Муртауні (Moortown), Лідс, Нанітоні, Ворікшир, і Йоркширі. Відвідував Leeds Grammar School, де познайомився з майбутнім керівником Buzzcocks Річардом Буном (Richard Boon). У 1972 він уступив у Bolton Institute of Technology (сьогодні University of Bolton), де вивчав психологія, а потім гуманітарні науки. В університеті він познайомився з майбутніми співучасниками Пітом Шеллі (Pete Shelley) та Беном Мендельсоном (Ben Mandelson).

### Buzzcocks
Під враженням від Sex Pistols Девото зі співаком і гітаристом Пітом Шеллі створив Buzzcocks у 1975. Покинув гурт у лютому 1977, після запису міні-альбому Spiral Scratch і кількох виступів.

### Magazine
1977 року Девото створює Magazine. Гурт видав кілька альбомів з помірним комерційним успіхом, але які визнані критиками за впливові у формуванні їхнього жанру. Гурт розпався 1981, але у 2009 відродився.

### Сольна кар'єра
Після розпаду 1981 Magazine Девото два роки записував сольний альбом Jerky Versions of the Dream з колишнім клавішником Magazine Дейвом Формулою (Dave Formula). У серпні 1983 альбом досяг #57 у UK Albums Chart, був перевиданий на Virgin/EMI у 2007 з кількома бонусними композиціями.

### Співпраця
У 1983 році Island Records видали LP Brute Reason, три пісні, записані Девото разом з Бернардом Шайнером (Bernard Szajner). Перед цим він виконав для проекту This Mortal Coil пісню «Holocaust» гурту Big Star. Вона увійшла в альбом It'll End in Tears.
У 1997 Девото написав для гурту Mansun слова до пісні «Everyone Must Win», яка вийшла на EP «Closed For Business». Через рік він написав для гурту і заспівав пісню «Railings» (EP «Being A Girl»).

### Luxuria
Одним із наступних проектів стала співпраця у 1988 з ліверпульським багатоінструменталістом Noko. Як Luxuria вони видали два альбоми та музичний відеокліп для синглу «Redneck».

### Возз'єднання із Buzzcocks
У листопаді 2011 повідомлено, що Девото повернеться на сцену з Buzzcocks для двох витупів у рамках туру Buzzcocks «Back to Front» 25го та 26го травня 2012.

## Дискографія
Щодо Magazine та Luxuria, глядіть Magazine та Luxuria. 
Сольна кар’єра:
- Jerky Versions of the Dream (альбом) (1983)
- Rainy Season (сингл) (1983)
- Cold Imagination (1983)